# IDI1
IDI1 (англ. Isopentenyl-diphosphate delta isomerase 1) – білок, який кодується однойменним геном, розташованим у людей на 10-й хромосомі. Довжина поліпептидного ланцюга білка становить 227 амінокислот, а молекулярна маса — 26 319.
| 10         |  | 20         |  | 30         |  | 40         |  | 50         |
| ---------- |  | ---------- |  | ---------- |  | ---------- |  | ---------- |
| MPEINTNHLD |  | KQQVQLLAEM |  | CILIDENDNK |  | IGAETKKNCH |  | LNENIEKGLL |
| HRAFSVFLFN |  | TENKLLLQQR |  | SDAKITFPGC |  | FTNTCCSHPL |  | SNPAELEESD |
| ALGVRRAAQR |  | RLKAELGIPL |  | EEVPPEEINY |  | LTRIHYKAQS |  | DGIWGEHEID |
| YILLVRKNVT |  | LNPDPNEIKS |  | YCYVSKEELK |  | ELLKKAASGE |  | IKITPWFKII |
| AATFLFKWWD |  | NLNHLNQFVD |  | HEKIYRM    |  |            |  |            |

A: Аланін

C: Цистеїн

D: Аспарагінова кислота

E: Глутамінова кислота

F: Фенілаланін

G: Гліцин

H: Гістидин

I: Ізолейцин

K: Лізин

L: Лейцин

M: Метіонін

N: Аспарагін

P: Пролін

Q: Глутамін

R: Аргінін

S: Серин

T: Треонін

V: Валін

W: Триптофан

Кодований геном білок за функцією належить до ізомераз. 
Задіяний у таких біологічних процесах, як метаболізм ліпідів, метаболізм холестеролу, метаболізм стероїдів, метаболізм стеролів, біосинтез ліпідів, біосинтез холестеролу, біосинтез стероїдів, біосинтез стеролів, ацетилювання, альтернативний сплайсинг. 
Білок має сайт для зв'язування з іонами металів, іоном магнію. 
Локалізований у пероксисомах.